# Saab
 Ikke at forveksle med bilfabrikanten Saab Automobile.
Saab (tidligere Svenska Aeroplan AB) er en svensk industrikoncern med produktion af bl.a. våbensystemer, flyvemaskiner og elektronik.
Saab blev grundlagt i 1937 af Marcus Wallenberg. I 1947 begyndte Saab også at producere biler og lastbiler. Lastbilproduktionen blev i 1968 lagt ind i et joint venture Scania-Vabis, kendt som Saab-Scania. Bilproduktionen blev i 1990 lagt ind i et joint venture med General Motors (Saab Automobile). I 2000 overdrog Saab sin andel af Saab Automobile til GM. Saab solgte sin andel af lastbilproduktionen i 1995 og har således i dag alene aktiviteter inden for fly- og forsvarsindustri.

## Fly
- Saab 17: B 17 (Bomb) og S 17 (Spaning), 322 bygget, tosædet fra 1940 – bl.a. brugt af Den Danske Brigade/Eskadrille i 1944-45.
- Saab 18: B 18, S 18 og T 18 (Torped), 242 bygget – tomotoret, tresædet propelfly fra 1942.
- Saab 21: J 21 (Jakt) og A 21 (Attack), 298 bygget – enmotoret propelfly fra 1943.
- Saab 21R: J 21R (Readrift), 62 bygget – Saab J 21 med de Havilland Goblin (RM1) turbojetmotor fra 1947.
- Saab 29 Tunnan: J 29, A 29 og S 29, 661 bygget – en de Havilland Ghost jetmotor (RM2B), fra 1948. Deltog i den congolesiske borgerkrig 1960-64.
- Saab 32 Lansen: A 32A, J 32B og S 32C, 447 bygget – tosædet kampfly med en Rolls-Royce Avon jetmotor (RM6C), fra 1952.
- Saab 35 Draken: J 35, S 35, Sk 35 (Skoling), F-35 (Jagerbomber), RF-35 (Rekognosceringsfly) og TF-35 (Trainer Fighter), 644 bygget – overlydsjager fra 1955.
- Saab 37 Viggen: 329 bygget – RM8 turbofan, fra 1967.
- Saab JAS 39 Gripen: 39A og 39C (ensædede); 39B og 39D (tosædede) – RM12 turbofan, fra 1988.
- Saab 90 Scandia, tomotoret passagerfly fra 1946, 18 bygget.
- Saab 91 Safir, elementærtræner fra 1945, 323 bygget.
- Saab 105: Sk 60 jetovergangstræner fra 1963, 150 til Sverige og 40 til Østrig.
- Saab 340, commuterfly, to General Electric C17 turboprop, fra 1983.
- Saab 2000, forlænget Saab 340 fra 1993.
- T-17 Supporter, MFI-17 (Malmö FlygIndustri), elementærtræner fra 1969.